# Copa Libertadores da América de 2025
A Copa Libertadores da América de 2025, oficialmente CONMEBOL Libertadores 2025, é a 66.ª edição da competição de futebol realizada anualmente pela Confederação Sul-Americana de Futebol (CONMEBOL). Participam clubes das dez associações sul-americanas.
O vencedor da Copa Libertadores de 2025 disputará a Copa Intercontinental de 2025. No ano seguinte, enfrentará o campeão da Copa Sul-Americana de 2025 na Recopa Sul-Americana de 2026, assim como se classifica automaticamente para a fase de grupos da Copa Libertadores da América de 2026 e para a segunda edição do quadrienal Mundial de Clubes FIFA, em 2029.

## Equipes classificadas
As seguintes 47 equipes das 10 federações filiadas à CONMEBOL se qualificam para o torneio:
- Campeão da Copa Libertadores da América de 2024
- Campeão da Copa Sul-Americana de 2024
- Brasil: 7 vagas
- Argentina: 6 vagas
- Demais associações: 4 vagas cada

A fase de entrada é determinada da seguinte maneira:
- Fase de grupos: 28 equipes
  - Campeão da Copa Libertadores de 2024
  - Campeão da Copa Sul-Americana de 2024
  - Equipes qualificadas para as vagas 1 a 5 da Argentina e do Brasil
  - Equipes qualificadas para as vagas 1 e 2 de todas as outras associações
- Segunda fase: 13 equipes
  - Equipes qualificadas para as vagas 6 e 7 do Brasil
  - Equipe que qualificou para a vaga 6 da Argentina
  - Equipes qualificadas para as vagas 3 e 4 do Chile e Colômbia
  - Equipes qualificadas para a vaga 3 de todas as outras associações.
- Primeira fase: 6 equipes
  - Equipes que se qualificaram para a vaga 4 da Bolívia, Equador, Paraguai, Peru, Uruguai e Venezuela

| Associação                                       | Equipe                  | Classificação                                            | Fase           |
| ------------------------------------------------ | ----------------------- | -------------------------------------------------------- | -------------- |
| Argentina · (6 vagas + campeão da Sul-Americana) | Racing                  | Campeão da Copa Sul-Americana de 2024                    | Fase de grupos |
| Argentina · (6 vagas + campeão da Sul-Americana) | Vélez Sarsfield         | Campeão da Primeira Divisão de 2024                      | Fase de grupos |
| Argentina · (6 vagas + campeão da Sul-Americana) | Estudiantes             | Campeão da Copa da Liga Profissional de 2024             | Fase de grupos |
| Argentina · (6 vagas + campeão da Sul-Americana) | Central Córdoba         | Campeão da Copa da Argentina de 2024                     | Fase de grupos |
| Argentina · (6 vagas + campeão da Sul-Americana) | Talleres                | Melhor colocado na tabela geral da temporada de 2024     | Fase de grupos |
| Argentina · (6 vagas + campeão da Sul-Americana) | River Plate             | 2.º melhor colocado na tabela geral da temporada de 2024 | Fase de grupos |
| Argentina · (6 vagas + campeão da Sul-Americana) | Boca Juniors            | 3.º melhor colocado na tabela geral da temporada de 2024 | Segunda fase   |
| Bolívia · (4 vagas)                              | San Antonio Bulo Bulo   | Campeão do Torneo Apertura de 2024                       | Fase de grupos |
| Bolívia · (4 vagas)                              | Bolívar                 | Campeão do Torneo Clausura de 2024                       | Fase de grupos |
| Bolívia · (4 vagas)                              | The Strongest           | Melhor colocado na tabela geral da temporada de 2024     | Segunda fase   |
| Bolívia · (4 vagas)                              | Blooming                | 5.º melhor colocado na tabela geral da temporada de 2024 | Primeira fase  |
| Brasil · (7 vagas + atual campeão)               | Botafogo                | Campeão da Copa Libertadores da América de 2024          | Fase de grupos |
| Brasil · (7 vagas + atual campeão)               | Flamengo                | Campeão da Copa do Brasil de 2024                        | Fase de grupos |
| Brasil · (7 vagas + atual campeão)               | Palmeiras               | Vice-campeão do Campeonato Brasileiro Série A de 2024    | Fase de grupos |
| Brasil · (7 vagas + atual campeão)               | Fortaleza               | 4.° colocado do Campeonato Brasileiro Série A de 2024    | Fase de grupos |
| Brasil · (7 vagas + atual campeão)               | Internacional           | 5.° colocado do Campeonato Brasileiro Série A de 2024    | Fase de grupos |
| Brasil · (7 vagas + atual campeão)               | São Paulo               | 6.º colocado do Campeonato Brasileiro Série A de 2024    | Fase de grupos |
| Brasil · (7 vagas + atual campeão)               | Corinthians             | 7.º colocado do Campeonato Brasileiro Série A de 2024    | Segunda fase   |
| Brasil · (7 vagas + atual campeão)               | Bahia                   | 8.º colocado do Campeonato Brasileiro Série A de 2024    | Segunda fase   |
| Chile · (4 vagas)                                | Colo-Colo               | Campeão do Campeonato Chileno de 2024                    | Fase de grupos |
| Chile · (4 vagas)                                | Universidad de Chile    | Vice-campeão do Campeonato Chileno de 2024               | Fase de grupos |
| Chile · (4 vagas)                                | Deportes Iquique        | 3.º colocado do Campeonato Chileno de 2024               | Segunda fase   |
| Chile · (4 vagas)                                | Ñublense                | Vice-campeão da Copa Chile de 2024                       | Segunda fase   |
| Colômbia · (4 vagas)                             | Atlético Bucaramanga    | Campeão do Torneio Apertura de 2024                      | Fase de grupos |
| Colômbia · (4 vagas)                             | Atlético Nacional       | Campeão do Torneio Finalización de 2024                  | Fase de grupos |
| Colômbia · (4 vagas)                             | Deportes Tolima         | Melhor colocado na tabela geral da temporada de 2024     | Segunda fase   |
| Colômbia · (4 vagas)                             | Santa Fe                | 2.ª melhor colocado na tabela geral da temporada de 2024 | Segunda fase   |
| Equador · (4 vagas)                              | LDU Quito               | Campeão do Campeonato Equatoriano de 2024                | Fase de grupos |
| Equador · (4 vagas)                              | Independiente del Valle | Vice-campeão do Campeonato Equatoriano de 2024           | Fase de grupos |
| Equador · (4 vagas)                              | Barcelona de Guayaquil  | Melhor colocado na tabela geral da temporada de 2024     | Segunda fase   |
| Equador · (4 vagas)                              | El Nacional             | Campeão da Copa do Equador de 2024                       | Primeira fase  |
| Paraguai · (4 vagas)                             | Libertad                | Campeão do Torneo Apertura de 2024                       | Fase de grupos |
| Paraguai · (4 vagas)                             | Olimpia                 | Campeão do Torneo Clausura de 2024                       | Fase de grupos |
| Paraguai · (4 vagas)                             | Cerro Porteño           | Melhor colocado na tabela acumulada de 2024              | Segunda fase   |
| Paraguai · (4 vagas)                             | Nacional                | Vice-campeão da Copa do Paraguai de 2024                 | Primeira fase  |
| Peru · (4 vagas)                                 | Universitario           | Campeão da Liga 1 Peruana de 2024                        | Fase de grupos |
| Peru · (4 vagas)                                 | Sporting Cristal        | Vice-campeão da Liga 1 Peruana de 2024                   | Fase de grupos |
| Peru · (4 vagas)                                 | Melgar                  | 3.º colocado na Liga 1 Peruana de 2024                   | Segunda fase   |
| Peru · (4 vagas)                                 | Alianza Lima            | 4.º colocado na Liga 1 Peruana de 2024                   | Primeira fase  |
| Uruguai · (4 vagas)                              | Peñarol                 | Campeão do Campeonato Uruguaio de 2024                   | Fase de grupos |
| Uruguai · (4 vagas)                              | Nacional                | Vice-campeão do Campeonato Uruguaio de 2024              | Fase de grupos |
| Uruguai · (4 vagas)                              | Boston River            | Melhor colocado na tabela geral da temporada de 2024     | Segunda fase   |
| Uruguai · (4 vagas)                              | Defensor Sporting       | 2.º melhor colocado na tabela geral da temporada de 2024 | Primeira fase  |
| Venezuela · (4 vagas)                            | Deportivo Táchira       | Campeão do Campeonato Venezuelano de 2024                | Fase de grupos |
| Venezuela · (4 vagas)                            | Carabobo                | Vice-campeão do Campeonato Venezuelano de 2024           | Fase de grupos |
| Venezuela · (4 vagas)                            | Universidad Central     | Melhor colocado na tabela geral da temporada de 2024     | Segunda fase   |
| Venezuela · (4 vagas)                            | Monagas                 | 2.º melhor colocado na tabela geral da temporada de 2024 | Primeira fase  |

## Calendário
| Fase             | Data do sorteio | Ida                   | Volta                 |
| ---------------- | --------------- | --------------------- | --------------------- |
| Primeira fase    | 19 de dezembro  | 4–11 de fevereiro     | 4–11 de fevereiro     |
| Segunda fase     | 19 de dezembro  | 18–25 de fevereiro    | 18–25 de fevereiro    |
| Terceira fase    | 19 de dezembro  | 5–12 de março         | 5–12 de março         |
| Fase de grupos   | 17 de março     | 1 de abril–29 de maio | 1 de abril–29 de maio |
| Oitavas de final | 2 de junho      | 13–20 de agosto       | 13–20 de agosto       |
| Quartas de final | 2 de junho      | 17–24 de setembro     | 17–24 de setembro     |
| Semifinais       | 2 de junho      | 22–29 de outubro      | 22–29 de outubro      |
| Final            | 2 de junho      | 29 de novembro        | 29 de novembro        |

## Sorteio
O sorteio das fases de qualificação foi realizado em 19 de dezembro de 2024, às 12 horas (UTC−3), no Centro de Convenções da CONMEBOL, em Luque, no Paraguai.
As equipes foram distribuídas pelo ranking de clubes da CONMEBOL de 16 de dezembro de 2024 (em parêntesis):
|               | Pote 1 | Pote 1 | Pote 2 | Pote 2 |
| ------------- | --- | --- | --- | --- |
| Primeira fase | - Alianza Lima (50) - El Nacional (68) - Defensor Sporting (75)                                                                                     | - Alianza Lima (50) - El Nacional (68) - Defensor Sporting (75)                                                                                     | - Nacional (85) - Monagas (99) - Blooming (111) | - Nacional (85) - Monagas (99) - Blooming (111) |
|               | Pote 1 | Pote 1 | Pote 2 | Pote 2 |
| Segunda fase  | - Boca Juniors (3) - Corinthians (18) - Cerro Porteño (20) - Barcelona de Guayaquil (25) - Santa Fe (45) - Melgar (51) - Bahia (77) - Ñublense (90) | - Boca Juniors (3) - Corinthians (18) - Cerro Porteño (20) - Barcelona de Guayaquil (25) - Santa Fe (45) - Melgar (51) - Bahia (77) - Ñublense (90) | - The Strongest (36) - Deportes Tolima (54) - Deportes Iquique (152) - Boston River (206) - Universidad Central (—) - Vencedor primeira fase 1 (—) - Vencedor primeira fase 2 (—) - Vencedor primeira fase 3 (—) | - The Strongest (36) - Deportes Tolima (54) - Deportes Iquique (152) - Boston River (206) - Universidad Central (—) - Vencedor primeira fase 1 (—) - Vencedor primeira fase 2 (—) - Vencedor primeira fase 3 (—) |

Para a fase de grupos, um novo sorteio foi realizado em 17 de março de 2025, às 20 horas locais, também na sede da CONMEBOL, em Luque, onde as 32 equipes foram divididas em quatro potes de acordo com as respectivas colocações no ranking de clubes da CONMEBOL e dos quatro classificados das fases preliminares (indicados como G1 a G4).
Ranking de clubes da CONMEBOL de dezembro de 2024 em parêntesis:
| Fase de grupos | Pote 1 | Pote 2 |
| -------------- | --- | --- |
| Fase de grupos | - Botafogo (21) (CL) - River Plate (1) - Palmeiras (2) - Flamengo (4) - Peñarol (5) - Nacional (6) - São Paulo (8) - Racing (12) (CS)                                              | - Olimpia (13) - LDU Quito (14) - Internacional (15) - Libertad (16) - Independiente del Valle (17) - Colo-Colo (23) - Estudiantes (24) - Bolívar (27)                              |
| Fase de grupos | Pote 3 | Pote 4 |
| Fase de grupos | - Atlético Nacional (28) - Vélez Sarsfield (29) - Fortaleza (37) - Sporting Cristal (38) - Universitario (41) - Talleres (46) - Deportivo Táchira (49) - Universidad de Chile (57) | - Carabobo (173) - Atlético Bucaramanga (198) - Central Córdoba (—) - San Antonio Bulo Bulo (—) - Alianza Lima (G1) - Bahia (G2) - Cerro Porteño (G3) - Barcelona de Guayaquil (G4) |

## Transmissão
Em contrato firmado com a CONMEBOL para o Brasil, a TV Globo transmitirá a competição em sinal aberto. As exibições seguirão com ESPN na TV fechada e com Disney+ e Paramount+ no streaming.

## Fases preliminares
As etapas de qualificação estão estruturadas da seguinte forma:
- Primeira fase (6 equipes): os três vencedores da primeira fase avançam para a segunda fase para se juntarem às 13 equipes que recebem folga para a segunda fase
- Segunda fase (16 equipes): os oito vencedores da segunda fase avançam para a terceira fase
- Terceira fase (8 equipes): os quatro vencedores da terceira fase avançam para a fase de grupos para se juntarem aos 28 participantes diretos. As quatro equipes eliminadas na terceira fase entram na fase de grupos da Copa Sul-Americana de 2025

A chave foi decidida com base no sorteio da primeira fase e do sorteio da segunda fase, que foi realizado em 19 de dezembro de 2024.

### Primeira fase
As equipes que possuem o mando da segunda partida estão à direita. Em negrito, as equipes que avançaram.
| Chave | Equipe 1 | Total       | Equipe 2          | Ida | Volta |
| ----- | -------- | ----------- | ----------------- | --- | ----- |
| E1    | Blooming | 4–4 (3−4 p) | El Nacional       | 3–2 | 1–2   |
| E2    | Nacional | 2–4         | Alianza Lima      | 1–1 | 1–3   |
| E3    | Monagas  | 4–0         | Defensor Sporting | 2–0 | 2–0   |

### Segunda fase
As equipes que possuem o mando da segunda partida estão à direita. Em negrito, as equipes que avançaram.
| Chave | Equipe 1            | Total       | Equipe 2               | Ida | Volta |
| ----- | ------------------- | ----------- | ---------------------- | --- | ----- |
| C1    | Deportes Iquique    | 3–3 (2–1 p) | Santa Fe               | 2–1 | 1–2   |
| C2    | The Strongest       | 1–4         | Bahia                  | 1–1 | 0–3   |
| C3    | Monagas             | 1–7         | Cerro Porteño          | 0–4 | 1–3   |
| C4    | El Nacional         | 1–2         | Barcelona de Guayaquil | 0–1 | 1–1   |
| C5    | Universidad Central | 3–4         | Corinthians            | 1–1 | 2–3   |
| C6    | Deportes Tolima     | 0–2         | Melgar                 | 0–1 | 0–1   |
| C7    | Boston River        | 2–1         | Ñublense               | 1–0 | 1–1   |
| C8    | Alianza Lima        | 2–2 (5–4 p) | Boca Juniors           | 1–0 | 1–2   |

### Terceira fase
As equipes que possuem o mando da segunda partida estão à direita. Em negrito, as equipes que avançaram.
| Chave | Equipe 1               | Total | Equipe 2      | Ida | Volta |
| ----- | ---------------------- | ----- | ------------- | --- | ----- |
| G1    | Deportes Iquique       | 2–3   | Alianza Lima  | 1–2 | 1–1   |
| G2    | Boston River           | 0–1   | Bahia         | 0–0 | 0–1   |
| G3    | Melgar                 | 2–5   | Cerro Porteño | 0–1 | 2–4   |
| G4    | Barcelona de Guayaquil | 3–2   | Corinthians   | 3–0 | 0–2   |

## Fase de grupos
Os vencedores e os segundos classificados de cada grupo avançam para as oitavas de final, enquanto os terceiros colocados serão transferidos para os play-offs da Copa Sul-Americana de 2025.
Nessa fase, cada grupo é disputado em turno e returno, todos contra todos. As equipes são classificadas de acordo com os seguintes critérios:
1. Pontos (três pontos por vitória, um ponto por empate e nenhum ponto por derrota)
2. Saldo de gols;
3. Gols marcados;
4. Gols marcados fora de casa;
5. Ranking CONMEBOL.

#### Grupo A
| Pos | Equipe               | Pts | J | V | E | D | GP | GC | SG  | Classificado           |  | EST | BOT | UCH | CBB |
| --- | -------------------- | --- | - | - | - | - | -- | -- | --- | ---------------------- |  | --- | --- | --- | --- |
| 1   | Estudiantes          | 12  | 6 | 4 | 0 | 2 | 11 | 5  | +6  | Fase final             |  | —   | 1–0 | 1–2 | 2–0 |
| 2   | Botafogo             | 12  | 6 | 4 | 0 | 2 | 8  | 5  | +3  | Fase final             |  | 3–2 | —   | 1–0 | 2–0 |
| 3   | Universidad de Chile | 10  | 6 | 3 | 1 | 2 | 8  | 6  | +2  | Playoffs Sul-Americana |  | 0–3 | 1–0 | —   | 4–0 |
| 4   | Carabobo             | 1   | 6 | 0 | 1 | 5 | 2  | 13 | −11 |                        |  | 0–2 | 1–2 | 1–1 | —   |

#### Grupo B
| Pos | Equipe                  | Pts | J | V | E | D | GP | GC | SG | Classificado           |  | RIV | UNI | IDV | BAR |
| --- | ----------------------- | --- | - | - | - | - | -- | -- | -- | ---------------------- |  | --- | --- | --- | --- |
| 1   | River Plate             | 12  | 6 | 3 | 3 | 0 | 13 | 7  | +6 | Fase final             |  | —   | 1–1 | 6–2 | 0–0 |
| 2   | Universitario           | 8   | 6 | 2 | 2 | 2 | 4  | 4  | 0  | Fase final             |  | 0–1 | —   | 1–1 | 1–0 |
| 3   | Independiente del Valle | 8   | 6 | 2 | 2 | 2 | 8  | 11 | −3 | Playoffs Sul-Americana |  | 2–2 | 1–0 | —   | 2–1 |
| 4   | Barcelona de Guayaquil  | 4   | 6 | 1 | 1 | 4 | 4  | 7  | −3 |                        |  | 2–3 | 0–1 | 1–0 | —   |

#### Grupo C
| Pos | Equipe            | Pts | J | V | E | D | GP | GC | SG | Classificado           |  | LDU | FLA | CCO | TAC |
| --- | ----------------- | --- | - | - | - | - | -- | -- | -- | ---------------------- |  | --- | --- | --- | --- |
| 1   | LDU Quito         | 11  | 6 | 3 | 2 | 1 | 8  | 4  | +4 | Fase final             |  | —   | 0–0 | 3–0 | 2–0 |
| 2   | Flamengo          | 11  | 6 | 3 | 2 | 1 | 6  | 3  | +3 | Fase final             |  | 2–0 | —   | 1–2 | 1–0 |
| 3   | Central Córdoba   | 11  | 6 | 3 | 2 | 1 | 7  | 7  | 0  | Playoffs Sul-Americana |  | 0–0 | 1–1 | —   | 2–1 |
| 4   | Deportivo Táchira | 0   | 6 | 0 | 0 | 6 | 4  | 11 | −7 |                        |  | 2–3 | 0–1 | 1–2 | —   |

#### Grupo D
| Pos | Equipe       | Pts | J | V | E | D | GP | GC | SG | Classificado           |  | SPA | LIB | ALI | TAL |
| --- | ------------ | --- | - | - | - | - | -- | -- | -- | ---------------------- |  | --- | --- | --- | --- |
| 1   | São Paulo    | 14  | 6 | 4 | 2 | 0 | 10 | 4  | +6 | Fase final             |  | —   | 1–1 | 2–2 | 2–1 |
| 2   | Libertad     | 9   | 6 | 2 | 3 | 1 | 6  | 5  | +1 | Fase final             |  | 0–2 | —   | 2–2 | 2–0 |
| 3   | Alianza Lima | 5   | 6 | 1 | 2 | 3 | 7  | 11 | −4 | Playoffs Sul-Americana |  | 0–2 | 0–1 | —   | 3–2 |
| 4   | Talleres     | 4   | 6 | 1 | 1 | 4 | 5  | 8  | −3 |                        |  | 0–1 | 0–0 | 2–0 | —   |

#### Grupo E
| Pos | Equipe               | Pts | J | V | E | D | GP | GC | SG  | Classificado           |  | RAC | FOR | BUC | COL |
| --- | -------------------- | --- | - | - | - | - | -- | -- | --- | ---------------------- |  | --- | --- | --- | --- |
| 1   | Racing               | 13  | 6 | 4 | 1 | 1 | 14 | 3  | +11 | Fase final             |  | —   | 1–0 | 1–2 | 4–0 |
| 2   | Fortaleza            | 8   | 6 | 2 | 2 | 2 | 8  | 5  | +3  | Fase final             |  | 0–3 | —   | 0–0 | 4–0 |
| 3   | Atlético Bucaramanga | 6   | 6 | 1 | 3 | 2 | 6  | 10 | −4  | Playoffs Sul-Americana |  | 0–4 | 1–1 | —   | 3–3 |
| 4   | Colo-Colo            | 5   | 6 | 1 | 2 | 3 | 5  | 15 | −10 |                        |  | 1–1 | 0–3 | 1–0 | —   |

1. ↑  A partida foi suspensa aos 68 minutos em 0–0 após torcedores do Colo-Colo invadirem o campo após a morte de dois torcedores em incidentes fora do estádio antes do início do jogo.[20] Após um período de espera, a CONMEBOL anunciou a partida como abandonada.[21] Em 30 de abril de 2025, a comissão disciplinar da CONMEBOL atribuiu a vitória para o Fortaleza por 3–0, além de sanções para o clube chileno.[22][23]

#### Grupo F
| Pos | Equipe            | Pts | J | V | E | D | GP | GC | SG | Classificado           |  | INT | ATN | BAH | CNF |
| --- | ----------------- | --- | - | - | - | - | -- | -- | -- | ---------------------- |  | --- | --- | --- | --- |
| 1   | Internacional     | 11  | 6 | 3 | 2 | 1 | 12 | 8  | +4 | Fase final             |  | —   | 3–0 | 2–1 | 3–3 |
| 2   | Atlético Nacional | 9   | 6 | 3 | 0 | 3 | 7  | 6  | +1 | Fase final             |  | 3–1 | —   | 1–0 | 3–0 |
| 3   | Bahia             | 7   | 6 | 2 | 1 | 3 | 5  | 7  | −2 | Playoffs Sul-Americana |  | 1–1 | 1–0 | —   | 1–3 |
| 4   | Nacional          | 7   | 6 | 2 | 1 | 3 | 7  | 10 | −3 |                        |  | 0–2 | 1–0 | 0–1 | —   |

#### Grupo G
| Pos | Equipe           | Pts | J | V | E | D | GP | GC | SG  | Classificado           |  | PAL | CPO | BOL | SCR |
| --- | ---------------- | --- | - | - | - | - | -- | -- | --- | ---------------------- |  | --- | --- | --- | --- |
| 1   | Palmeiras        | 18  | 6 | 6 | 0 | 0 | 17 | 4  | +13 | Fase final             |  | —   | 1–0 | 2–0 | 6–0 |
| 2   | Cerro Porteño    | 7   | 6 | 2 | 1 | 3 | 7  | 11 | −4  | Fase final             |  | 0–2 | —   | 4–2 | 2–2 |
| 3   | Bolívar          | 6   | 6 | 2 | 0 | 4 | 12 | 11 | +1  | Playoffs Sul-Americana |  | 2–3 | 4–0 | —   | 3–0 |
| 4   | Sporting Cristal | 4   | 6 | 1 | 1 | 4 | 6  | 16 | −10 |                        |  | 2–3 | 0–1 | 2–1 | —   |

#### Grupo H
| Pos | Equipe                | Pts | J | V | E | D | GP | GC | SG  | Classificado           |  | VEL | PEN | SAB | OLI |
| --- | --------------------- | --- | - | - | - | - | -- | -- | --- | ---------------------- |  | --- | --- | --- | --- |
| 1   | Vélez Sarsfield       | 11  | 6 | 3 | 2 | 1 | 11 | 4  | +7  | Fase final             |  | —   | 2–1 | 3–0 | 1–1 |
| 2   | Peñarol               | 11  | 6 | 3 | 2 | 1 | 9  | 4  | +5  | Fase final             |  | 0–0 | —   | 2–0 | 3–2 |
| 3   | San Antonio Bulo Bulo | 6   | 6 | 2 | 0 | 4 | 5  | 15 | −10 | Playoffs Sul-Americana |  | 2–1 | 0–3 | —   | 3–2 |
| 4   | Olimpia               | 5   | 6 | 1 | 2 | 3 | 9  | 11 | −2  |                        |  | 0–4 | 0–0 | 4–0 | —   |

## Fase final

### Equipes classificadas
Após a conclusão da fase de grupos, um sorteio irá definir o chaveamento das equipes classificadas a partir das oitavas de final até a final. O sorteio acontecerá na sede da CONMEBOL, em Luque, no Paraguai, em 2 de junho. As 16 equipes serão sorteadas em oito confrontos de oitavas de final (A–H) entre um vencedor de grupo (alocados no pote 1) e um segundo colocado de grupo (alocados no pote 2), com os vencedores dos grupos realizando o jogo de volta como mandante. Equipes da mesma federação ou do mesmo grupo podem ser sorteadas para a mesma eliminatória.
| Pos | Grp | Equipe            | Pts | J | V | E | D | GP | GC | SG  | Sorteio das oitavas de final |
| --- | --- | ----------------- | --- | - | - | - | - | -- | -- | --- | ---------------------------- |
| 1   | G   | Palmeiras         | 18  | 6 | 6 | 0 | 0 | 17 | 4  | +13 | Pote 1                       |
| 2   | D   | São Paulo         | 14  | 6 | 4 | 2 | 0 | 10 | 4  | +6  | Pote 1                       |
| 3   | E   | Racing            | 13  | 6 | 4 | 1 | 1 | 14 | 3  | +11 | Pote 1                       |
| 4   | B   | River Plate       | 12  | 6 | 3 | 3 | 0 | 13 | 7  | +6  | Pote 1                       |
| 5   | A   | Estudiantes       | 12  | 6 | 4 | 0 | 2 | 11 | 5  | +6  | Pote 1                       |
| 6   | H   | Vélez Sarsfield   | 11  | 6 | 3 | 2 | 1 | 11 | 4  | +7  | Pote 1                       |
| 7   | F   | Internacional     | 11  | 6 | 3 | 2 | 1 | 12 | 8  | +4  | Pote 1                       |
| 8   | C   | LDU Quito         | 11  | 6 | 3 | 2 | 1 | 8  | 4  | +4  | Pote 1                       |
|     |     |                   |     |   |   |   |   |    |    |     |                              |
| 9   | A   | Botafogo          | 12  | 6 | 4 | 0 | 2 | 8  | 5  | +3  | Pote 2                       |
| 10  | H   | Peñarol           | 11  | 6 | 3 | 2 | 1 | 9  | 4  | +5  | Pote 2                       |
| 11  | C   | Flamengo          | 11  | 6 | 3 | 2 | 1 | 6  | 3  | +3  | Pote 2                       |
| 12  | F   | Atlético Nacional | 9   | 6 | 3 | 0 | 3 | 7  | 6  | +1  | Pote 2                       |
| 13  | D   | Libertad          | 9   | 6 | 2 | 3 | 1 | 6  | 5  | +1  | Pote 2                       |
| 14  | E   | Fortaleza         | 8   | 6 | 2 | 2 | 2 | 8  | 5  | +3  | Pote 2                       |
| 15  | B   | Universitario     | 8   | 6 | 2 | 2 | 2 | 4  | 4  | 0   | Pote 2                       |
| 16  | G   | Cerro Porteño     | 7   | 6 | 2 | 1 | 3 | 7  | 11 | −4  | Pote 2                       |

### Esquema
As equipes que estão na parte superior do confronto possuem o mando de campo no primeiro jogo e em negrito as equipes classificadas.
|  | Oitavas de final  | Oitavas de final  | Oitavas de final  | Oitavas de final  |                 |  | Quartas de final    | Quartas de final    | Quartas de final    | Quartas de final    |  |  | Semifinais         | Semifinais         | Semifinais         | Semifinais         |  |  | Final          | Final          |
|  | 12 a 21 de agosto | 12 a 21 de agosto | 12 a 21 de agosto | 12 a 21 de agosto |                 |  | 16 a 25 de setembro | 16 a 25 de setembro | 16 a 25 de setembro | 16 a 25 de setembro |  |  | 21 a 30 de outubro | 21 a 30 de outubro | 21 a 30 de outubro | 21 a 30 de outubro |  |  | 29 de novembro | 29 de novembro |
|  |                   |                   |                   |                   |                 |  |                     |                     |                     |                     |  |  |                    |                    |                    |                    |  |  |                |                |
|  | Botafogo          | 1                 |                   |                   |                 |  |                     |                     |                     |                     |  |  |                    |                    |                    |                    |  |  |                |                |
|  | LDU Quito         | 0                 |                   |                   |                 |  |                     |                     |                     |                     |  |  |                    |                    |                    |                    |  |  |                |                |
|  | LDU Quito         | 0                 |                   |                   |                 |  |                     |                     |                     |                     |  |  |                    |                    |                    |                    |  |  |                |                |
|  |                   |                   |                   |                   |                 |  |                     |                     |                     |                     |  |  |                    |                    |                    |                    |  |  |                |                |
|  |                   | São Paulo         |                   |                   |                 |  |                     |                     |                     |                     |  |  |                    |                    |                    |                    |  |  |                |                |
|  | Atlético Nacional | 0                 | 1                 | 1 (3)             |                 |  |                     |                     |                     |                     |  |  |                    |                    |                    |                    |  |  |                |                |
|  | Atlético Nacional | 0                 | 1                 | 1 (3)             |                 |  |                     |                     |                     |                     |  |  |                    |                    |                    |                    |  |  |                |                |
|  | São Paulo (pen)   | 0                 | 1                 | 1 (4)             |                 |  |                     |                     |                     |                     |  |  |                    |                    |                    |                    |  |  |                |                |
|  | São Paulo (pen)   | 0                 | 1                 | 1 (4)             |                 |  |                     |                     |                     |                     |  |  |                    |                    |                    |                    |  |  |                |                |
|  |                   |                   |                   |                   |                 |  |                     |                     |                     |                     |  |  |                    |                    |                    |                    |  |  |                |                |
|  |                   |                   |                   |                   |                 |  |                     |                     |                     |                     |  |  |                    |                    |                    |                    |  |  |                |                |
|  | Universitario     | 0                 |                   |                   |                 |  |                     |                     |                     |                     |  |  |                    |                    |                    |                    |  |  |                |                |
|  | Universitario     | 0                 |                   |                   |                 |  |                     |                     |                     |                     |  |  |                    |                    |                    |                    |  |  |                |                |
|  | Palmeiras         | 4                 |                   |                   |                 |  |                     |                     |                     |                     |  |  |                    |                    |                    |                    |  |  |                |                |
|  | Palmeiras         | 4                 |                   |                   |                 |  |                     |                     |                     |                     |  |  |                    |                    |                    |                    |  |  |                |                |
|  |                   |                   |                   |                   |                 |  |                     |                     |                     |                     |  |  |                    |                    |                    |                    |  |  |                |                |
|  |                   |                   |                   |                   |                 |  |                     |                     |                     |                     |  |  |                    |                    |                    |                    |  |  |                |                |
|  | Libertad          | 0                 |                   |                   |                 |  |                     |                     |                     |                     |  |  |                    |                    |                    |                    |  |  |                |                |
|  | Libertad          | 0                 |                   |                   |                 |  |                     |                     |                     |                     |  |  |                    |                    |                    |                    |  |  |                |                |
|  | River Plate       | 0                 |                   |                   |                 |  |                     |                     |                     |                     |  |  |                    |                    |                    |                    |  |  |                |                |
|  | River Plate       | 0                 |                   |                   |                 |  |                     |                     |                     |                     |  |  |                    |                    |                    |                    |  |  |                |                |
|  |                   |                   |                   |                   |                 |  |                     |                     |                     |                     |  |  |                    |                    |                    |                    |  |  |                |                |
|  |                   |                   |                   |                   |                 |  |                     |                     |                     |                     |  |  |                    |                    |                    |                    |  |  |                |                |
|  | Fortaleza         | 0                 | 0                 | 0                 |                 |  |                     |                     |                     |                     |  |  |                    |                    |                    |                    |  |  |                |                |
|  | Fortaleza         | 0                 | 0                 | 0                 |                 |  |                     |                     |                     |                     |  |  |                    |                    |                    |                    |  |  |                |                |
|  | Vélez Sarsfield   | 0                 | 2                 | 2                 |                 |  |                     |                     |                     |                     |  |  |                    |                    |                    |                    |  |  |                |                |
|  | Vélez Sarsfield   | 0                 | 2                 | 2                 | Vélez Sarsfield |  |                     |                     |                     |                     |  |  |                    |                    |                    |                    |  |  |                |                |
|  |                   |                   |                   |                   |                 |  |                     |                     |                     |                     |  |  |                    |                    |                    |                    |  |  |                |                |
|  |                   | Racing            |                   |                   |                 |  |                     |                     |                     |                     |  |  |                    |                    |                    |                    |  |  |                |                |
|  | Peñarol           | 1                 | 1                 | 2                 |                 |  |                     |                     |                     |                     |  |  |                    |                    |                    |                    |  |  |                |                |
|  | Peñarol           | 1                 | 1                 | 2                 |                 |  |                     |                     |                     |                     |  |  |                    |                    |                    |                    |  |  |                |                |
|  | Racing            | 0                 | 3                 | 3                 |                 |  |                     |                     |                     |                     |  |  |                    |                    |                    |                    |  |  |                |                |
|  | Racing            | 0                 | 3                 | 3                 |                 |  |                     | Argentina           |                     |                     |  |  |                    |                    |                    |                    |  |  |                |                |
|  |                   |                   |                   |                   |                 |  |                     |                     |                     |                     |  |  |                    |                    |                    |                    |  |  |                |                |
|  |                   |                   |                   |                   |                 |  |                     |                     |                     |                     |  |  |                    |                    |                    |                    |  |  |                |                |
|  | Flamengo          | 1                 |                   |                   |                 |  |                     |                     |                     |                     |  |  |                    |                    |                    |                    |  |  |                |                |
|  | Flamengo          | 1                 |                   |                   |                 |  |                     |                     |                     |                     |  |  |                    |                    |                    |                    |  |  |                |                |
|  | Internacional     | 0                 |                   |                   |                 |  |                     |                     |                     |                     |  |  |                    |                    |                    |                    |  |  |                |                |
|  | Internacional     | 0                 | Brasil            |                   |                 |  |                     |                     |                     |                     |  |  |                    |                    |                    |                    |  |  |                |                |
|  |                   |                   |                   |                   |                 |  |                     |                     |                     |                     |  |  |                    |                    |                    |                    |  |  |                |                |
|  |                   |                   |                   |                   |                 |  |                     |                     |                     |                     |  |  |                    |                    |                    |                    |  |  |                |                |
|  | Cerro Porteño     | 0                 |                   |                   |                 |  |                     |                     |                     |                     |  |  |                    |                    |                    |                    |  |  |                |                |
|  | Cerro Porteño     | 0                 |                   |                   |                 |  |                     |                     |                     |                     |  |  |                    |                    |                    |                    |  |  |                |                |
|  | Estudiantes       | 1                 |                   |                   |                 |  |                     |                     |                     |                     |  |  |                    |                    |                    |                    |  |  |                |                |

## Sede da final
Em 13 de dezembro de 2024, a Confederação Brasileira de Futebol (CBF) formalizou a candidatura do Estádio Nacional de Brasília Mané Garrincha, em Brasília, como sede para a final da Copa Libertadores de 2025 — com capacidade para 70 mil pessoas, recebeu partidas da Copa das Confederações de 2013, Copa do Mundo de 2014, Jogos Olímpicos do Rio 2016 e Copa América de 2021. Caso a entidade escolhesse o estádio, seria a terceira final nos últimos cinco anos em estádio brasileiros — anteriormente as decisões de 2020 (realizada em 2021) e 2023 aconteceram no Estádio do Maracanã, Rio de Janeiro.
Além da candidatura de Brasília, as cidades de Montevidéu, no Uruguai, e Lima, no Peru, também disputaram o direito de sediar a final com os estádios Centenario (capacidade de 43 mil torcedores) e Monumental "U" (capacidade de 80 mil torcedores), respectivamente. O Monumental de Lima foi sede da primeira final única da história da Copa Libertadores, em 2019, entre Flamengo e River Plate.
Em 28 de abril de 2025, a CONMEBOL anunciou Lima, no Peru, como sede da final, mas ainda sem definir o estádio onde a partida será realizada. Essa definição deve acontecer em função dos possíveis finalistas, evitando lugares vazios — como aconteceu em algumas finais não só da Libertadores, como da Sul-Americana.

## Estatísticas
| Pos. | Jogador         | Equipe          | Gols |
| ---- | --------------- | --------------- | ---- |
| 1    | Adrián Martínez | Racing          | 6    |
| 2    | Alan Patrick    | Internacional   | 5    |
| 2    | Flaco López     | Palmeiras       | 5    |
| 2    | Hernán Barcos   | Alianza Lima    | 5    |
| 2    | Maher Carrizo   | Vélez Sarsfield | 5    |
| 2    | Ramiro Vaca     | Bolívar         | 5    |

| Pos. | Jogador            | Equipe  | Assists. |
| ---- | ------------------ | ------- | -------- |
| 1    | Leonardo Fernández | Peñarol | 4        |

### Hat-tricks
| Jogador         | Clube         | Placar  | Adversário        | Data        | Ref.   |
| --------------- | ------------- | ------- | ----------------- | ----------- | ------ |
| Jonathan Torres | Cerro Porteño | 4–2 (C) | Bolívar           | 1 de abril  | [ 29 ] |
| Alan Patrick    | Internacional | 3–0 (C) | Atlético Nacional | 10 de abril | [ 30 ] |

## Maiores públicos
Esses são os dez maiores públicos do campeonato:
| Nº | Público | Mandante      | Placar | Visitante               | Estádio        | Data         | Fase    | Ref.   |
| -- | ------- | ------------- | ------ | ----------------------- | -------------- | ------------ | ------- | ------ |
| 1  | 68 483  | Flamengo      | 1–0    | Internacional           | Maracanã       | 13 de agosto | Oitavas | [ 31 ] |
| 2  | 66 082  | Flamengo      | 1–0    | Deportivo Táchira       | Maracanã       | 28 de maio   | Grupo C | [ 32 ] |
| 3  | 65 831  | Flamengo      | 2–0    | LDU Quito               | Maracanã       | 15 de maio   | Grupo C | [ 33 ] |
| 4  | 65 519  | River Plate   | 1–1    | Universitario           | Mâs Monumental | 27 de maio   | Grupo B | [ 34 ] |
| 5  | 60 635  | River Plate   | 6–2    | Independiente del Valle | Mâs Monumental | 15 de maio   | Grupo B | [ 35 ] |
| 6  | 57 461  | São Paulo     | 1–1    | Atlético Nacional       | MorumBIS       | 19 de agosto | Oitavas | [ 36 ] |
| 7  | 56 858  | Universitario | 0–1    | River Plate             | Monumental "U" | 2 de abril   | Grupo B | [ 37 ] |
| 8  | 56 515  | Flamengo      | 1–2    | Central Córdoba         | Maracanã       | 9 de abril   | Grupo C | [ 38 ] |
| 9  | 49 938  | São Paulo     | 2–2    | Alianza Lima            | MorumBIS       | 10 de abril  | Grupo D | [ 39 ] |
| 10 | 46 996  | São Paulo     | 1–1    | Libertad                | MorumBIS       | 14 de maio   | Grupo D | [ 40 ] |